# Коваленко Сергій Андрійович
Сергі́й Андрі́йович Ковале́нко (23 вересня 1905, х. Гаврилівка, Черкаський округ, Область Війська Донського, Російська імперія — 22 серпня 1974, Миколаїв) — радянський воєначальник, генерал-майор авіації (11.05.1949).

## Життєпис
Народився на хуторі Гаврилівка, нині — в межах міста Шахти Ростовської області Росії. Член ВКП(б) з 1927 року.
У лавах РСЧА з 1931 року, у лавах РСЧФ — з 1934 року.
У 1932 році закінчив 11-ту Ворошиловградську військову школу пілотів. З листопада 1932 року — пілот 32-ї авіаційної ескадрильї.
У 1934 році переведений до військово-морської авіації Далекого Сходу: з липня 1934 року — пілот 22-ї авіаційної ескадрильї СУР МСДС, з жовтня 1936 року — командир ланки 52-ї авіаційної ескадрильї, з травня 1938 року — помічник командира 2-ї ескадрильї, з вересня 1938 року — воєнком 3-ї ескадрильї, з листопада 1939 року — воєнком авіаційного полку, з грудня 1940 року — помічник командира авіаційного полку.
З квітня 1941 по серпень 1944 року — командир 34-го авіаційного полку 29-ї авіаційної бригади ВПС Тихоокеанського флоту (ТОФ).
З серпня 1944 по липень 1945 року — командир 2-ї мінно-торпедної авіаційної дивізії ВПС ТОФ. У липні — грудні 1945 року — командир 10-ї авіаційної дивізії пікіруючих бомбардувальників ВПС ТОФ.
У 1946 році закінчив Академічні курси офіцерського складу ВПС і ППО при Військово-морській академії імені К. Є. Ворошилова.
З жовтня 1946 року — помічник командувача ВПС ПБФ з льотної підготовки і повітряного бою, з квітня 1947 року — командир 8-ї мінно-торпедної авіаційної дивізії ВПС 4-го ВМФ.
З квітня 1949 року — начальник Миколаївського військово-морського мінно-торпедного училища імені С. О. Леваневського.
У січня 1959 року за станом здоров'я вийшов у відставку. Мешкав у Миколаєві, де й помер. Похований на Мішковському кладовищі.

## Нагороди
Нагороджений орденом Леніна (1956), двома Червоного Прапора (20.08.1945, 1951), Вітчизняної війни 1-го ступеня (1946), двома Червоної Зірки (31.05.1943, 1946) і медалями.